# (17211) Brianfisher
(17211) Brianfisher est un astéroïde de la ceinture principale.

## Description
(17211) Brianfisher est un astéroïde de la ceinture principale. Il fut découvert le 7 janvier 2000 à Socorro (Nouveau-Mexique) par le projet LINEAR. Il présente une orbite caractérisée par un demi-grand axe de 2,42 UA, une excentricité de 0,09 et une inclinaison de 6,2° par rapport à l'écliptique.

## Compléments